# Paul Rowe
Paul Rowe   (Somerville, 5 de maig de 1914 - Wynnewood, 28 d'agost de 1993) va ser un jugador d'hoquei sobre gel estatunidenc que va competir durant la dècada de 1930.
El 1936 va prendre part en els Jocs Olímpics de Garmisch-Partenkirchen, on guanyà la medalla de bronze en la competició d'hoquei sobre gel.
El 1938 guanyà el campionat amateur dels Estats Units.